# 木村和司
木村和司（Kimura Kazushi, 1958年7月19日—），日本退役足球運動員及教練，司職中場，前日本國家足球隊成員。

## 生平
明治大學畢業後，木村和司1981年加盟日產自動車，1982年開始穿著10號球衣，於1983年及1984年，連續兩年當選日本足球先生。1983年及1985年，協助球隊兩度贏得天皇盃冠軍。隨後在1988-89及1989-90年度球季，連續兩年協助球隊贏得日本足球聯賽、JSL盃及天皇盃，成為「三料冠軍」，他也在1989年再次當選日本足球先生。
1991/92及1992/93年度球季，木村和司協助球隊，連續兩年贏得亞洲盃賽冠軍盃冠軍。
1992年，日本職業足球聯賽成立，木村和司隨球隊班底加盟橫濱水手，直至1994年退役，
2000年，木村和司入選日本足球名人堂。

## 日本國家足球隊
從1979年到1986年，他共為日本國家足球隊出場54次，打進26球。

## 成績
| 日本國家足球隊 | 日本國家足球隊 | 日本國家足球隊 |
| 年             | 出場           | 入球           |
| -------------- | -------------- | -------------- |
| 1979           | 3              | 0              |
| 1980           | 9              | 4              |
| 1981           | 1              | 0              |
| 1982           | 8              | 1              |
| 1983           | 10             | 8              |
| 1984           | 7              | 4              |
| 1985           | 10             | 7              |
| 1986           | 6              | 2              |
| 總和           | 54             | 26             |

## 外部連結
- National Football Teams （页面存档备份，存于）
- Japan National Football Team Database